# Esther Boise Van Deman
Esther Boise Van Deman (South Salem, Ohio, 1 de octubre de 1862-Roma, Italia, 3 de mayo de 1937) fue una arqueóloga de finales del siglo XIX y principios del XX.

## Vida
Van Deman nació en South Salem, Ohio, fruto de la unión de Joseph Van Deman y su segunda mujer, Martha Millspaugh. Fue la más joven de seis hermanos, incluyendo dos hijos del primer matrimonio de su padre.

## Educación y carrera

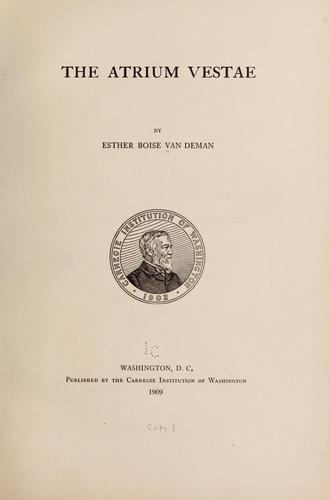
El Atrio Vestae, 1909

Se licenció (1891) y realizó un Máster en Letras (1892) en la Universidad de Míchigan en Ann Arbor. Después de enseñar latín en la Universidad de Wellesley y en la Bryn Mawr School de Baltimore (Maryland), obtuvo su doctorado por la Universidad de Chicago en 1898. A partir de entonces, enseñó latín en la Mount Holyoke College (1898–1901), y latín y arqueología clásica en la Universidad de Goucher (1903–1906). De 1906 a 1910 vivió en Roma como miembro de la Carnegie Institution, y de 1910 a 1925 como titular de la Carnegie Institution de Washington, D.C. Entre 1925 y 1930 enseñó arqueología de época romana en la Universidad de Míchigan.
Centró su trabajo en el análisis de materiales de construcción con el fin de establecer una cronología de yacimientos de la Antigüedad. En 1907, durante una conferencia en el Atrio Vestae en Roma, Van Deman se percató de que los ladrillos de la parte superior de las entradas eran distintos a los de la propia estructura, demostrando que tales diferencias en los materiales de construcción proporcionaban información sobre la cronología de las estructuras antiguas. La Carnegie Institution publicó sus hallazgos preliminares en El Atrio Vestae (1909). Van Deman extendió su búsqueda a otras clases de construcción de ladrillo y argamasa, publicando "Methods of Determining the Date of Roman Concrete Monuments" en The American Journal of Archaeology . La base de su metodología, con ligeras modificaciones, se convirtió en el procedimiento estándar en el estudio de la arqueología de época romana. Escribió su principal obra, El Edificio de los Acueductos Romanos (1934), tras retirarse y establecerse definitivamente en Roma. Murió en Roma, Italia, el 3 de mayo de 1937 y fue enterrada en el Cementerio protestante en Roma, cerca de la Porta Ostiense. En el momento de su muerte, Van Deman estaba trabajando en una monografía sobre la construcción de época romana. Su trabajo fue completado y publicado por Marion Elizabeth Blake (1882–1961).
El sobrino de Van Deman, Ralph Van Deman Magoffin (1874–1942), publicó un estudio acerca de la ciudad italiana de Praeneste.

## Obra
- "The Value of Vestal Statues as Originals", American Journal of Archaeology 12.3 (July-Sept. 1908) 324-342
- The Atrium Vestae 1909
- The so-called Flavian rostra 1909
- "Methods of determining the date of Roman concrete monuments", American Journal of Archaeology. April–June 1912
- The porticus of Gaius and Lucius 1913
- "The Sullan Forum", Journal of Roman Studies 1922
- The Sacra via of Nero 1925
- The building of the Roman aqueducts 1934